# Zuoxi
Zuoxi (kinesiska: 左溪镇) är en köpinghuvudort i Kina. Den ligger i provinsen Zhejiang, i den östra delen av landet, omkring 300 kilometer söder om provinshuvudstaden Hangzhou. Antalet invånare är 2 073. Befolkningen består av 956 kvinnor och 1 117 män. Barn under 15 år utgör 9,0 %, vuxna 15-64 år 70 %, och äldre över 65 år 19,0 %.
Runt Zuoxi är det ganska tätbefolkat, med 179 invånare per kvadratkilometer. Närmaste större samhälle är Kengdi, 14,2 km öster om Zuoxi. I omgivningarna runt Zuoxi växer i huvudsak blandskog.
Genomsnittlig årsnederbörd är 2 342 millimeter. Den regnigaste månaden är juni, med i genomsnitt 422 mm nederbörd, och den torraste är oktober, med 61 mm nederbörd.